# Font de Golbes
La Font de Golbes o Font de les Golbes és un indret situat al municipi de Sant Boi de Llobregat (Baix Llobregat), de camí a l'Ermita de Sant Ramon, a la muntanya del Montbaig. De fet, a l'època medieval, el Montbaig rebia el nom de "Muntanya de Golbes". Molt a prop del lloc es troba un jaciment arqueològic, que també és conegut amb el mateix nom.
És una placeta tranquil·la i envoltada de natura, amb una font que li dona el nom, a uns 120 metres sobre el nivell del mar.